# Barokna glazba
Pod pojmom barokne glazbe podrazumijevamo djela nastala u razdoblju baroka, dakle u 17. i u prvoj polovici 18. st. To se glazbeno razdoblje ne može točno omeđiti kao određen vremenski period, jer je barok nastao nastavljajući se na renesansu, a nestao pojavom rokokoa i klasicizma u drugoj polovici 18. st. kad se javila snažna potreba za novim glazbenim stilom. Barokni stil se često ispreplitao s gore navedenim, pa zato njegovo razdoblje možemo samo približno odrediti vremenskim granicama.

## U Europi
U europskoj glazbi razdoblje polifone (instrumentalne i vokalne) glazbe obilježene kićenošću, uresima i kontrastima te razvojem harmonijskog sloga. Može se govoriti o sjevernom (germanskom) i južnom (mediteranskom) glazbenom baroku. U sjevernom je težište bilo na instrumentalnim (preludij, tokata, fuga, šakona, suita) i vokalno-instrumentalnim vrstama (motet, kantata, misa, pasija, oratorij), a u južnom na vokalno-instrumentalnima (opera) i koncertantnima (koncerti, sonate). Zajednička obilježja su im motoričnost ritamsko-metričke strukture, generalbas (basso continuo), nagli dinamički prijelazi (terasasta dinamika), imitacijsko načelo oblikovanja, koncertantni i varijacijski postupak tematske obrade, pretežna monotematičnost, a posebna obilježja prevlast kromatskog sloga u sjevernom, nasuprot dijatonskom uz znatno ornamentiranje melodije u južnom krilu. 
Od glazbenih instrumenata na prvom su mjestu violina, čembalo i orgulje, upotrebljavane solistički ili u komornim i orkestralnim sastavima. Od glazbenih vrsta posebno ga obilježavaju opere, oratoriji, pasije i kantate na vokalno-instrumentalnom području, a solistički i orkestralni koncerti (concerto grosso), trio-sonate i solo sonate, suite, preludiji i tokate na instrumentalnom području, te osobito fuga, po kojoj se, zbog izrazite prevlasti njezina oblika, barok u glazbi katkad naziva i epohom fuge. Najistaknutiji stvaraoci glazbe u eri baroka bili su Claudio Monteverdi, Alessandro Scarlatti, Jean-Baptiste Lully, Jean-Philippe Rameau i Henry Purcell (opera), zatim Heinrich Schütz, Giacomo Carissimi, Georg Friedrich Händel i Johann Sebastian Bach (oratorij i pasija), pa Arcangelo Corelli, Girolamo Frescobaldi, Antonio Vivaldi, Giuseppe Tartini, Domenico Scarlatti, François Couperin, Georg Philipp Telemann i Johann Sebastian Bach (instrumentalne vrste).

## U Hrvatskoj
Početkom 17. st. glazbeni je barok bio potaknut živim kontaktima s Italijom te valom isusovačke katoličke obnove. U domaću glazbenu tradiciju, duhovnu i svjetovnu, brzo su se uklopile nove tendencije ranobarokne monodije. Za prihvaćanje monodije i drugih baroknih inovacija osobito su bila zaslužna dvojica Talijana, Veronežanin Tomaso Cecchini, koji je sav svoj radni vijek (1603. – 1644.) proveo kao kapelnik, orguljaš i skladatelj (27 opusa i više skladbi objavljenih u antologijama) u Splitu i Hvaru, te Gabriello Puliti iz Montepulciana, U 17. st dolazi do prijeloma nota. koji je svestranu skladateljsku (36 opusa) i glazbeničku djelatnost proveo u Istri 1604. – 1643. (Trstu, Kopru, Miljama, Labinu), te na Pagu. Objavljujući skladbe kod uglednih nakladnika, uglavnom u Veneciji, stekli su već za života europsku reputaciju. Cecchinijeva zbirka madrigala Armonici concetti, libro primo (1612.) najranija je barokna zbirka napisana za hrvatsku sredinu, a u knjigama misa (1617., 1623., 1627., 1628.) ostvario je osobitu sintezu modernoga izričaja seconda prattica i ponešto skromnijih izvođačkih zahtjeva.
Zbirka Sacrae cantiones (Venecija 1620.) Ivana Lukačića Šibenčanina vrijedno je svjedočanstvo duhovne glazbe, kakva se izvodila u Splitu, i uopće jedan od najznačajnijih spomenika cjelokupne starije hrvatske glazbe. Pjesmarica »Pisni za najpoglavitije… dni« (Beč 1635.) učena Splićanina Atanazija Jurjevića primjer su utilitarne duhovne monodije nevelikih umjetničkih ambicija, jednostavnih protureformacijom inspiriranih Kirchenlied namijenjenih pjevanju puka u crkvi. I dok su basso continuo i monodija bili razmjerno brzo uklopljeni u domaću glazbenu praksu, ranobarokna opera bila je prihvaćena reduktivno, ponajprije kao poticaj što ga je talijanska libretistika pružala razvoju domaće tragikomedije i melodrame (Ivan Gundulić, Arijadna 1615./1632.; Paskoje Primović, Euridice 1617.).
Vokalno višeglasje imalo je uporišta u domaćoj kasnorenesansnoj tradiciji (teorijski ne naročito inventivno obrađeno u traktatu Dialogo per imparare con brevita a cantar canto figurato, Venecija 1619. Splićanina Jurja Albertija), dok je instrumentalno stvaralaštvo bilo skromnijih razmjera.
Za vrijeme nepovoljnih prilika tijekom 17. i 18. st. čitav niz skladatelja djeluje izvan domovine (Riječanin Vinko Jelić u Alzasu, Porečani Francesco i Gabriel Usper, Hvaranin Damjan Nembri u Veneciji, Ivan Šibenčanin u Cividaleu, Torinu i Londonu), a njihov opus kvalitetom gotovo nadmašuje stvaralaštvo u Hrvatskoj. Među tim "emigrantima" istaknuo se graditelj orgulja Petar Nakić, utemeljitelj slavne mletačko-dalmatinske orguljarske škole.
Od sredine 17. st. situacija se mijenja, svjetovno muziciranje posustaje, a crkva preuzima vodeću ulogu u konstituiranju glazbenoga života. Tri su reda bila zaslužna za razvitak hrvatske barokne glazbe: isusovci, pavlini i franjevci. Isusovci su uveli dotad nezabilježenu monumentalnost (orkestar) u liturgiju, a brinuli su se i oko unificiranja gregorijanskih napjeva (»Ritual rimski«, Rim 1640. Bartola Kašića) te unošenja narodnih napjeva u bogoslužje, očišćenih od "poganih" tekstova (Nikola Krajačević, Juraj Habdelić, Juraj Mulih). Franjevci i pavlini njegovali su duhovne popijevke, uglavnom jednoglasne i bez pratnje orgulja (rkp. kantuali Frane Divnića, Bone Razmilovića, Filipa Vlahovića-Kapušvarca, Franje Vukovarca, Petra Kneževića, Pavlinski zbornik (Pavlinska pjesmarica) 1644.; Cithara octochorda, 3 izd. 1701., 1723., 1757.).
I makar da su crkveni pisci već u 17. st. pisali o glazbi - Juraj Križanić, Asserta musicalia, Rim 1656; Nova inventa musica, poglavlje de Musica u »Razgovori ob vladatelystvu« i dr., te Ivan Paštrić (više rkp. pohranjenih u Biblioteci Vaticani) - istom sred. 18. st. dolazi do organizirane brige crkve oko glazbenoga školstva. Jezikom glazbene teorije sve više postaje hrvatski, o čemu svjedoče rukopisne skripte s predavanja, pohranjene u samostanskim knjižnicama, te liturgijske drame (pasije Kristofora Peršića i Tome Zakarije Pervizovića). Na zagrebačkom Kaptolu poučavalo se glazbu na i latinskome (Mihajlo Šilobold-Bolšić, Fundamentum cantus gregoriani, Zagreb 1760.).
U baroknoj glazbenoj djelatnosti crkvenih redova, nerijetko skromnih umjetničkih dosega, položeni su temelji svem kasnijem umjetničkom i kulturnom razvitku. Barokni stil sačuvao se u pojedinim oblicima i ponajviše u sjevernim krajevima sve do početka 19. st., supostojeći istodobno s novim stilom, klasikom.

## Skladatelji
- Johann Sebastian Bach
- Antonio Vivaldi
- Georg Fridrich Händel
- Johann Ludwig Krebs

## Vanjske poveznice
- Proleksis enciklopedija Online: Barok